# Токарєв Олександр Віталійович
Токарєв Олександр Віталійович — радянський і український художник-постановник. Заслужений діяч мистецтв України (1994).

## Біографія
Народ. 3 квітня 1949 р. в Одесі в родині службовця. Закінчив художній факультет Всесоюзного державного інституту кінематографії (1974).
З 1974 р. — художник-постановник Одеської кіностудії художніх фільмів.
Член Національної Спілки кінематографістів України.

## Фільмографія
Оформив стрічки:
- «Де ти, Багіро?» (1976)
- «Солдатки» (1977)
- «Особливо небезпечні...» (1979, Бронзова медаль ВДНГ СРСР)
- «Петля Оріона» (1980, у співавт. з Ларисою Токарєвою)
- «Довгий шлях у лабіринті» (1981)
- «Тепло рідного дому» (1983)
- «Я, син трудового народу» (1983)
- «Спокуса Дон-Жуана» (1985)
- «Світла особистість» (1988)
- «По кому в'язниця плаче...» (1991)
- «І чорт з нами» (1991)
- «Дитина до листопада» (1992)
- «Хочу вашого чоловіка» (1992)
- «Зефір в шоколаді» (1994) та ін.